# Den slutna cirkeln
Den slutna cirkeln (italienska: Circuito chiuso) är en italiensk kriminalfilm från 1978 i regi av Giuliano Montaldo.

## Handling
Filmen börjar med att olika personer besöker en biovisning och personalen gör sig redo. Några i publiken beter sig ovanligt, t.ex. det hemliga kärleksparet på den bakre raden eller mannen som använder toaletten misstänkt länge. Det finns män, kvinnor och barn i biosalongen. Filmen är en västernfilm. Filmen har ingen åldersgräns, vilket damen i biljettkassan förklarar för besökarna.
Under filmvisningen skjuts en man ihjäl som hade satt sig bredvid ett ungt par. Händelsen inträffar i slutet av westernfilmen när två revolvermän utkämpar en duell och skott avlossas. Det är oklart vem som sköt mannen i biosalongen.
Panik utbryter. Biografen stängs snabbt så att ingen kan lämna den. Polisen anländer, biografägaren försäkrar inspektören att mördaren och mordvapnet måste finnas kvar i biografbyggnaden.
Kommissarien förhör de enskilda besökarna. Han kan förstå det misstänkta beteendet hos några av dem: Han får till exempel veta att de två älskande är gifta med andra personer och har träffats i hemlighet i biografen. Två skurkar som vill lämna biografen i hemlighet åker fast. Men inspektören kan inte heller bevisa något om dem.
Detektiven får veta att offret var en ensamstående pensionär som var fascinerad av film och fotografi. Inte heller detta leder honom vidare. Slutligen blir försvarsministeriet inblandat, eftersom den mördade mannen hade arbetat där, om än bara som revisor. Tiden är knapp, eftersom de besökare som är instängda i biografen vill åka hem.
Inspektören låter rekonstruera händelsen två gånger. För att göra detta måste besökarna sitta på samma stolar som när de först såg westernfilmen. I den första rekonstruktionen sitter en populär vaktmästare från biografen på den mördade mannens plats, som också mystiskt nog skjuts i slutet av westernfilmen. I den andra rekonstruktionen sitter en av kommissariens överordnade på den aktuella platsen. Han reser sig upp och springer genom biosalongen, fylld av rädsla, eftersom en revolverman på filmduken siktar på honom och jagar honom med en revolver. Till slut skjuter han även detta offer.
Filmen kunde inte stängas av och försvinner från skärmen i slutet. Polisens experter har nu upptäckt vilken typ av skjutvapen som användes för att skjuta de tidigare offren: en Colt från 1863.
Fallet förblir officiellt olöst. I slutet av filmen har inspektören och en av besökarna, en sociolog, ett filosofiskt samtal. I samtalet citerar sociologen science fiction-romaner och påpekar att människor dödar varandra med de maskiner som de skapar. Bilder är mäktigare än verkligheten.

## Rollista i urval
- Flavio Bucci - den intellektuelle
- Aurore Clément - Gabriella
- Ettore Manni - polischefen
- Brizio Montinaro - kommissarien
- Giuliano Gemma - cowboy
- William Berger - cowboy
- Tony Kendall - Roberto Vinci